# العلاقات الدنماركية السريلانكية
العلاقات الدنماركية السريلانكية هي العلاقات الثنائية التي تجمع بين الدنمارك وسريلانكا.

## مقارنة بين البلدين
هذه مقارنة عامة ومرجعية للدولتين:
| وجه المقارنة                                              | الدنمارك                                                     | سريلانكا                         |
| --------------------------------------------------------- | ------------------------------------------------------------ | -------------------------------- |
| المساحة (كم2)                                             | 42.92 ألف                                                    | 65.61 ألف                        |
| عدد السكان (نسمة)                                         | 5.79 مليون                                                   | 21.44 مليون                      |
| الكثافة السكانية (ن./كم²)                                 | 134.9                                                        | 326.78                           |
| العاصمة                                                   | كوبنهاغن                                                     | سري جاياواردنابورا كوتي، كولمبو  |
| اللغة الرسمية                                             | اللغة الدنماركية                                             | اللغة السنهالية، اللغة التاميلية |
| العملة                                                    | كرونة دنماركية                                               | روبية سريلانكي                   |
| الناتج المحلي الإجمالي (بليون دولار)                      | 324.87 مليار                                                 | 87.17 مليار                      |
| الناتج المحلي الإجمالي (تعادل القوة الشرائية) بليون دولار | 278.61 مليار                                                 | 246.62 مليار                     |
| الناتج المحلي الإجمالي الاسمي للفرد دولار أمريكي          | 51.99 ألف                                                    | 3.93 ألف                         |
| الناتج المحلي الإجمالي للفرد دولار أمريكي                 | 45.54 ألف                                                    | 11.11 ألف                        |
| مؤشر التنمية البشرية                                      | 0.900                                                        | 0.757                            |
| رمز المكالمات الدولي                                      | +45                                                          | +94                              |
| رمز الإنترنت                                              | .dk                                                          | .lk،                             |
| المنطقة الزمنية                                           | توقيت وسط أوروبا، ت ع م+02:00، ت ع م+01:00، أوروبا/كوبنهاجن ‏ | ت ع م+05:30                      |

## منظمات دولية مشتركة
يشترك البلدان في عضوية مجموعة من المنظمات الدولية، منها:
| علم المنظمة | اسم المنظمة                               | تاريخ انضمام الدنمارك | تاريخ انضمام سريلانكا |
| ----------- | ----------------------------------------- | --------------------- | --------------------- |
|             | بنك التنمية الآسيوي                       | 1966                  | 1966                  |
|             | مؤسسة التنمية الدولية                     | 30 نوفمبر 1960        | 27 يونيو 1961         |
|             | يونسكو                                    | 4 نوفمبر 1946         | 14 نوفمبر 1949        |
|             | وكالة ضمان الاستثمار متعدد الأطراف        | 12 أبريل 1988         | 27 مايو 1988          |
|             | الأمم المتحدة                             | 24 أكتوبر 1945        | 14 ديسمبر 1955        |
|             | الاتحاد البريدي العالمي                   | ?                     | ?                     |
|             | البنك الدولي للإنشاء والتعمير             | 30 نوفمبر 1960        | 29 أغسطس 1950         |
|             | الاتحاد الدولي للاتصالات                  | 1866                  | 1897                  |
|             | منظمة حظر الأسلحة الكيميائية              | ?                     | ?                     |
|             | مؤسسة التمويل الدولية                     | 20 يوليو 1956         | 20 يوليو 1956         |
|             | المركز الدولي لتسوية المنازعات الاستشارية | 24 مايو 1968          | 11 نوفمبر 1967        |
|             | منظمة التجارة العالمية                    | 1995                  | ?                     |
|             | منظمة الشرطة الجنائية الدولية             | ?                     | ?                     |

## أعلام
هذه قائمة لبعض الشخصيات التي تربطها علاقات بالبلدين:
- ديانا بيريرا هاي (ملحنة دنماركية، 20 فبراير 1932 – )

## وصلات خارجية
- موقع وزارة الخارجية الدنماركية
- موقع وزارة الخارجية السريلانكية